# Charles Cosac
Charles Cosac (Rio de Janeiro, 1964) é um acadêmico, colecionador de arte, editor literário e empresário brasileiro do setor editorial. Em 1997, fundou em São Paulo, ao lado de seu cunhado Michael Naify, a editora Cosac & Naify, e esteve à frente do negócio até o encerramento das atividades da empresa, em 2015.

## Biografia

### Família e criação
Nascido no Rio de Janeiro, em uma família de origem síria radicada no Brasil desde os anos 1940, que construiu fortuna no ramo da mineração, Charles Cosac é filho dos imigrantes Mustafá Cosac e de Hend (rebatizada Vitória) Cosac, os quais eram primos-irmãos que haviam sido prometidos em casamento um ao outro. Charles possui uma irmã mais velha, a empresária, escritora e artista Simone Cosac Naify, e também uma meia-irmã mais velha, a socialite Beth Winston, fruto do primeiro casamento de Vitória com um norte-americano judeu, que durou nove anos antes de seu eventual divórcio.
A família Cosac havia fugido do vilarejo de Kafroun, na Síria, e chegou ao Brasil por "engano". O avô de Charles acabou pegando um navio com o intuito de ir a Nova Iorque, onde havia parentes imigrantes, porém acabou desembarcando em Santos, permanecendo no Brasil. Os descendentes se instalaram em Goiás, em Minas Gerais e no Rio de Janeiro.
No Rio, Charles foi criado em um grande casarão da Urca, entre vários tios e primos, onde havia um grande respeito pela matriarca, sua avó paterna, bem como um ambiente de muita religiosidade e rigidez, além de um distanciamento da cultura brasileira. No entanto, a mãe de Charles, Vitória, era uma tida como uma mulher mais moderna, uma vez que "dirigia, fumava, usava maquiagem e calça comprida", além de incentivar os filhos a estudar no exterior. Também na Urca, Charles frequentou uma escola particular que era dirigida por sua tia, Rana Cosac, a qual o protegia dos colegas que o atormentavam por conta de sua homossexualidade.
Charles passou grande parte da juventude na cidade serrana de Petrópolis, onde morou até os dezesseis anos, por volta de 1980.

### Anos de formação
Após estudar inglês na Inglaterra por um ano, Charles convenceu os pais a estudar Matemática naquele país, como pretexto para ir morar naquele país, onde passou quinze anos. Depois de se formar, Cosac aprofundou estudos de teoria e história da arte na Universidade de Essex, residindo em Colchester.
Um renomado colecionador de obras contemporâneas e de arte sacra, principalmente peças barrocas do século XVIII, Cosac se tornou mestre em história e teoria das artes pela Universidade de Essex – onde também fundou a primeira coleção pública de arte latino-americana da Europa, a Ueclaa (University of Essex Collection of Latin American Art) com obras vindas de seu acervo particular.
Após o mestrado, iniciou doutorado também em história e teoria da arte em Essex, sobre o artista russo Kazimir Malevich, o que o levou a fazer pesquisas em russo na Universidade de São Petersburgo, na Rússia.

### Fundação da Cosac & Naify e reconhecimento pelo mercado editorial
Retornou ao Brasil em 1996, radicando-se na cidade de São Paulo. Na editora Cosac & Naify – tornada a partir dos anos 2000 referência no mercado brasileiro em termos de excelência editorial – além de presidente, atuou também como editor de livros de arte, tendo trabalhado com artistas como Tunga, José Resende e Waltércio Caldas. Em 2001, editou uma monografia de formato inovador sobre o estilista brasileiro Alexandre Herchcovitch.
Em 2005, com exposição itinerante sobre a obra do artista Farnese de Andrade, foi laureado pelas associações paulista e brasileira de críticos de arte (APCA e ABCA) pela "melhor curadoria do ano". Ainda em 2005, recebeu o primeiro Prêmio Bravo, como personalidade cultural do ano pelo conjunto de suas atividades, o prêmio Gente Que Faz do jornal O Globo e a comenda da Ordem das Artes e Letras, condecoração dada pelo Ministério da Cultura da França.

### Fechamento da Cosac & Naify e período na Biblioteca Mário de Andrade
Em 30 de novembro de 2015, Charles Cosac anunciou o encerramento das atividades da editora. A partir da data, o estoque remanescente ficou disponível na Amazon do Brasil. Dentre as causas do fechamento da Cosac & Naify, Cosac citou a crise econômica brasileira, a alta do dólar, o aumento da inflação, a complicada legislação tributária do país e a política de vendas, desejando encerrar suas atividades da mesma forma que começou, ao invés de descaracterizar o seu trabalho. Em janeiro de 2017, foi escolhido pelo então secretário de cultura de São Paulo, André Sturm, para ocupar a função de diretor da Biblioteca Mário de Andrade – com ironia, Cosac apontou que aquela seria a primeira vez que ele teria um emprego. Em seu primeiro despacho oficial, declarou que considerava a instituição como falida, e pediu demissão do cargo pouco mais de dois anos após assumi-lo. Após deixar seu posto como diretor da Biblioteca, Cosac teria morado por dois anos no Rio de Janeiro, período que definiu como tendo sido "miserável".

### Ressurgimento da Cosac
Oito anos depois o encerramento das atividades da Cosac & Naify, Charles Cosac, radicado novamente em São Paulo, reativou o CNPJ de sua extinta editora e a reformulou sob o nome "Cosac" – Michael Naify, seu sócio original, deixou o mercado editorial e voltou-se a uma carreira como fotógrafo. Em entrevista publicada no dia 22 de novembro de 2023 pela Folha de S.Paulo, ele declarou que a nova editora operará em menor escopo, com foco majoritariamente voltado para livros fotográficos sobre joias, artes plásticas e publicações de cunho acadêmico.
O primeiro lançamento da nova empreitada é um livro do artista plástico Siron Franco, e entre os demais projetos em andamento estão uma caixa com dois volumes de livros fotográficos que exploram a temática da joalheria afro-brasileira na Bahia dos séculos XVIII e XIX, com foco no trabalho de Florinda Anna do Nascimento, alforriada que tornou-se uma reconhecida ourives. Entre os planos, estão eventuais reedições de trabalhos originalmente publicados pela antiga Cosac & Naify, como coletâneas de ensaios de Ismail Xavier. Na entrevista à Folha, Cosac ressaltou que a nova editora não participará de eventos literários de maior porte, e apontou que a distribuição dos novos lançamentos será restrita a um número seleto de livrarias e ao varejo digital, em uma abordagem que busca distância do mercado editorial tradicional.